# 岡本拓朗
岡本 拓朗（おかもと たくろう、1993年1月8日 - ）は、栃木県出身の元俳優。フリーランスとして2005年より活動していた。身長 170cm、血液型 O型。

## 出演

### 映画
- 2007年 遠くの空に消えた
- 2009年 那須少年記 - 英雄 役
- 2009年 20世紀少年 第2章 最後の希望
- 2009年 ゼロの焦点
- 2010年 ソフトボーイ
- 2012年 リアル鬼ごっこ3
- 2012年 闇金ウシジマくん
- 2016年 TOO YOUNG TO DIE! 若くして死ぬ
- 2017年 世界は今日から君のもの

### テレビドラマ
- 2007年7月4日 監察医・篠宮葉月 死体は語る8（テレビ東京）- 中塚幸三（中学時代）役
- 2008年 スクラップ・ティーチャー〜教師再生〜（日本テレビ）- 金田拓朗 役
- 2014年10月19日 青春フレミング（BSフジ）- 真悟 役[1]